# Trillion
Un trillion est, en échelle longue, l'entier naturel qui vaut 1018 (1 000 000 000 000 000 000), soit un milliard de milliards. Un trillion est ainsi égal à 1 000 0003, d'où le terme, formé de tri- et de million.
Dans le Système international d'unités, 1018 est noté par le préfixe E (exa).
En échelle courte, le nombre 1018 se dit quintillion, et un trillion désigne le nombre 1012.

## Échelle courte

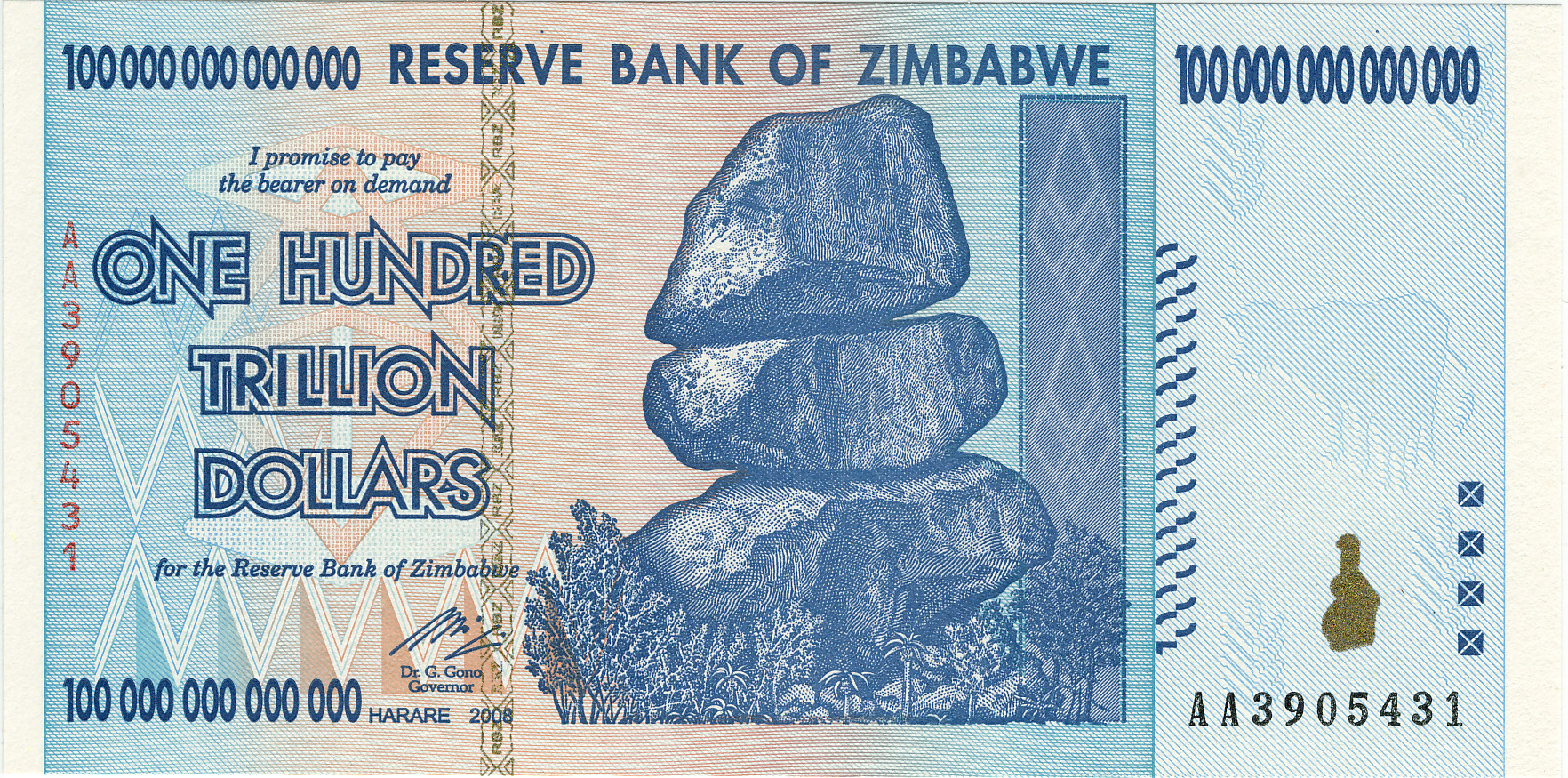
Billet de 100 trillions de dollars zimbabwéens (échelle courte). Le nombre correspond à 100 billions dans l'échelle longue.

Dans les pays utilisant l'échelle courte, et notamment dans les publications scientifiques anglo-saxonnes destinées au grand public (vulgarisation d'articles scientifiques), le trillion représente un millier de milliards, soit 1012 (1 000 000 000 000), qui est appelé billion dans l'échelle longue.